# Salto de Urubupungá
Salto de Urubupungá foram as quedas d'água existentes no Rio Paraná, na divisa dos estados de São Paulo e Mato Grosso do Sul, nas proximidades da Ilha Grande.
A cachoeira do Urubupungá (também denominada de salto) possuía um força hidráulica equivalente a 447.000 HP's em seus 15 a 20 pés de altura e nela foi construída a Usina Hidrelétrica Engenheiro Souza Dias, que em sua época, foi a maior usina hidrelétrica do Brasil, perdendo o posto para Itaipú.
Atualmente possui uma capacidade instalada de 1551,2 MW, equivalentes a 2.080.193 HP's.
Seu nome vem do tupi urubupungá, que significa urubu inchado.